# Ibn Yabir
'Abū Abd Allah Muhammad ibn Ahmad ibn 'Alī ibn Yabir al-Hawwari al-Ama al-Darir al-Maliki, conocido como Ibn Yabir, y apodado en Oriente como Shams al Din fue un poeta andalusí nacido en Almería, en 1298 o 1299 y fallecido el Ilbira (Siria) entre el 25 de septiembre y el 22 de octubre de 1348 (780 de la Hégira).
Fue un polifacético erudito que destacó especialmente, como hombre de letras (adib), en la gramática y la poesía. Fue autor de 25 obras conocidas.
Es reconocida la larga relación que mantuvo con su compañero, Abu Yafar Al Ruayni, que le hizo las veces de lazarillo y amanuense a partir del momento de quedar ciego y desde la marcha de ambos de Al-Ándalus en dirección al Oriente Próximo. A la pareja se la conocía como al-Ama wa al-Basir ("el Ciego y el Vidente").